# Largo da Portagem (Coimbra)

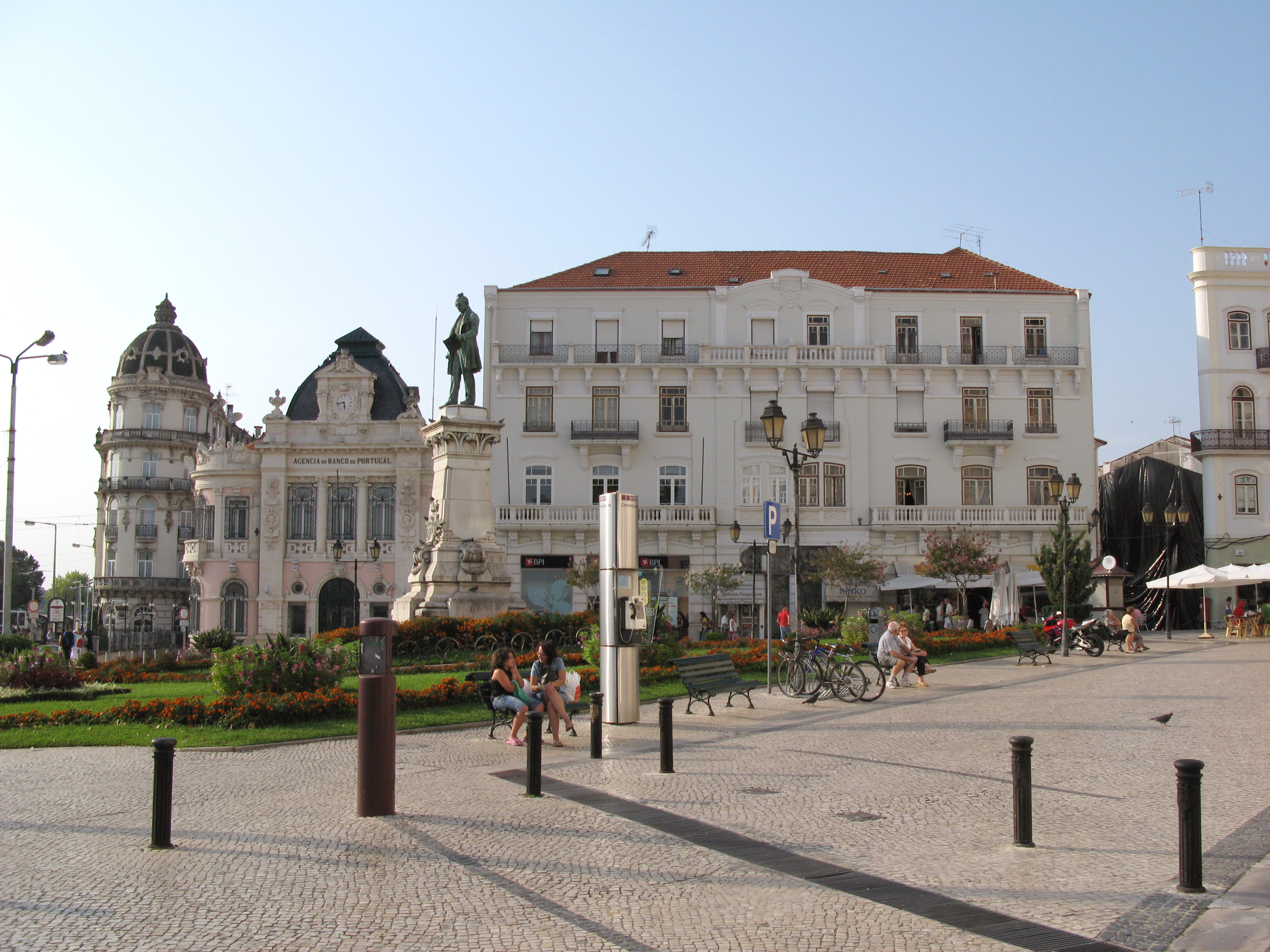
Largo da Portagem.

O Largo da Portagem é a principal praça bem como o centro da cidade de Coimbra em Portugal, junto à Ponte de Santa Clara e à beira do rio Mondego na freguesia de São Bartolomeu. Situa-se num grande edifício junto ao largo, o Governo Civil do Distrito de Coimbra e a Comunidade Intermunicipal do Baixo Mondego.
O nome deste largo deve-se ao facto de antigamente se cobrarem impostos sobre as mercadorias que chegavam à cidade vindas do sul.
Neste largo está um dos símbolos arquitectónicos da cidade de Coimbra, o Hotel Astória construído em 1926 e o Edifício do Banco de Portugal em Coimbra, ambos de Adães Bermudes e a estátua de Joaquim António de Aguiar do escultor Costa Mota (tio).
Conectada a ao Largo da Portagem fica a principal rua da Baixa de Coimbra, a rua Ferreira Borges, uma rua que actualmente está fechada ao trânsito automóvel e onde existem várias lojas de comércio tradicional.